# Juniperus flaccida
Juniperus flaccida là một loài thực vật hạt trần trong họ Cupressaceae. Loài này được Schltdl. mô tả khoa học đầu tiên năm 1838.